# Spermacoce senensis
Spermacoce senensis är en måreväxtart som först beskrevs av Johann Friedrich Klotzsch, och fick sitt nu gällande namn av William Philip Hiern. Spermacoce senensis ingår i släktet Spermacoce och familjen måreväxter. Inga underarter finns listade i Catalogue of Life.